# Montboudif
Montboudif è un comune francese di 203 abitanti situato nel dipartimento del Cantal nella regione dell'Alvernia-Rodano-Alpi.
La località ha dato i natali a Georges Pompidou.

## Società

### Evoluzione demografica
Abitanti censiti